# Арабско завоюване на Северна Африка
Арабско-ислямското завладяване на Северна Африка е част от първоначалното разпространение на исляма - едновековна арабска експанзия, започнала след смъртта на пророка Мохамед в 632 г. Завладяването протича на територията на Северна Африка, тогава контролирана от Византия, в три етапа, като започва през 647 г. и приключва през 709 г. В резултат Византия изгубва последните си твърдини в полза на халифата, тогава управляван от Омаядите.
Към 640 г. халифатът вече е покорил Месопотамия (638), Сирия (641) и Египет (642) и е нахлул в Армения. Всички тези територии дотогава са владение на Византия или Сасанидска Персия. С унищожаването на персийската армия в битката при Нехавенде през 642 г. приключва и завладяването Персия. Сега арабските военни експедиции могат да се насочат на запад от Египет, разпространявайки исляма.
По време на халиф Усман арабите успяват да покорят Армения, Кипър и Голям Иран. Проникването продължава в посока Централна Азия и Северна Африка. Арабите създават силен флот, който патрулира от остров Родос до южните брегове на Иберийския полуостров. Византийският флот губи доминиращата си позиция в Източното Средиземноморие.

## Етапи
Арабското овладяване на Северна Африка протича на три етапа. Първата официално организирана инвазия на Арабския халифат в Северна Африка започва през 647 г. От Медина 20 000 араби заедно с присъединили се към тях в Мемфис (Египет) още 20 000 воини под командването на шейх Абдула бин Саад се насочва към Картагенския екзархат. Григорий, обявява независимостта на Екзархията от Византийската империя в опит да предотврати завладяването, но в наложилата му се битка с мюсюлманите е победен в битката при Суфетул (град, на 220 км южно от Картаген). Със смъртта на Григорий цял Египет е присъединен към Арабския халифат. Военната кампания продължава петнадесет месеца, като през 648 г. войската на Абдула се връща в Египет.
В халифата избухва междуособица от съперничещите си арабски фракции. Гражданската война довежда до убийството на Усман халиф през 656 г., като той е заменен от Али ибн Абу Талиб, който от своя страна е убит през 661 г.
Втората арабско-ислямска инвазия в Северна Африка започва през 665 г. и до 689 г. е завършена. Във войната е разгромена византийската армия в състав от 30 000 войници, като срещу тях са 40 000 мюсюлмани, към които се присъединяват още 10 000 араби, водена от арабския предводител Али ибн Абу Талиб от Дамаск. През 670 г. арабите овладяват Кайруан, превръщайки го в силна опорна крепост като основа за по-нататъшни военни действия. Този град се превръща в столица на ислямската Ифрикия (арабското името на Тунис). Укрепленията обхващат крайбрежните райони на съвременна западна Либия, Тунис и източен Алжир. След овладяването на Кайруан арабите продължават завоеванията си в Магреб, като овладяват крайбрежния град Буджия и Танжер. И двата града някога са били част от римска Мавретания.
Поради дългия поход, арабската армия се разбунтува и не може задълго да овладее тези земи. Междувременно, в Арабия и Сирия избухва нова гражданска война. Арабските завоевания в региона са временно прекратени.
Третата инвазия по арабското завладяване на Северна Африка започва с повторното завземане на Ифрикия. Византийската империя бързо прехвърля в Африка войските си от Константинопол. Към византийците се присъединяват подкрепления от Сицилия и силен контингент от римска визиготска Испания. В резултат от тези действия, арабската армия е принудена да се оттегли към Кайруан. През пролетта на следващата година арабите започват нова офанзива по море и по суша. Скоро след като побеждават византийците и техните съюзници в битката при Картаген, през 698 г. арабите овладяват и Римски Картаген. Камъните от римската крепост послужват като материал за изграждане на град Тунис. В друга битка, провела се в близост до Утика, арабите отново побеждават византийците, които се виждат принудени да напуснат Северна Африка. След пет години командващият арабските сили Хасан получава нови войски на халифата, като в същото време населението на градовете на Северна Африка под берберски контрол започва да се бунтува. То предходно е приветствувало арабското завръщане и през 698 г. арабите завладяват почти цяла Северна Африка, разделяйки я на три района:
1. Египет;
2. Ифрикия и
3. Магреб.

След арабското овладяване на Северна Африка избухва голямо берберско въстание срещу исляма, довело до вземането от арабите на 300 000 бербери като затворници. Почти всички пленници са били продадени в робство и постъпленията от продажбата постъпват в държавната хазна на Арабския халифат. Други 30 000 затворници са били принудени да изпълняват военна повинност под формата на ангария. Междувременно Византия не се примирява със загубата и византийският флот осъществява регулярни и постоянни набези прекъсвайки арабските комуникации в района. В крайна сметка арабите завладяват и островите Ибиса, Майорка и Менорка, прониквайки в дълбочина в Магреб.
През 709 г. цяла Северна Африка е под контрола на Арабския халифат. Единствено град Сеута не е овладян. Завладяването на Северна Африка позволява на арабите да се подготвят и за по-нататъшна инвазия срещу Испания. За разлика от много други завладени от арабите територии, Северна Африка се оказва гостоприемна и днес те все още представляват по-голямата част от населението.